# 濱知美
濱 知美（はま ともみ、本名：さとう ともみ 、1977年11月4日 - ）は、日本のアナウンサー。アリティーヴィーの副社長・アナウンサー。元東日本放送（KHB）アナウンサー。
徳島県徳島市出身。
夫はアリティーヴィーの代表、佐藤貴之。
愛称は「はまちゃん」及び「はまさん」（後者は特に担当したバラエティー番組『裏影』においての、若年レギュラー出演者による呼称）。

## 人物・経歴
玉川大学文学部英米文学科卒業後、2000年にKHBに入社。主に情報番組の分野で活躍した。
2008年4月10日放送の『裏影』の冒頭にて、結婚し、さらには妊娠している事を発表。7月5日、ZeppSendaiにて開催された裏影祭にてカズシック.とJOYS、そして彼女自身による作詞原案による共作で、産休にかけた「Thank you song」を当日の裏影祭のエンディング曲として披露、これを機に約1年間の産休に入った。
2008年8月23日、『裏影』ホームページ内、「楽屋裏」（出演者によるBBS）にて女児出産を報告。
2009年8月3日、産休を終えて仕事復帰した。
2011年8月限りでKHBを退社することをKHB公式サイト内の自身のブログで発表した。
2011年9月から、アリティーヴィーで活動を開始した。

## KHB時代の担当番組
- スーパーJチャンネルみやぎお天気情報など
- 夕方ワイドあなたにCue!
- TVイーハトーブ土曜のてっぺん
- 八波一起のTVイーハトーブ
- 週刊ことばマガジン
- 裏影（「はま知美」として出演）
- 裏のオク～楽オク生活のすすめ～
- にちヨル女子部
- 東北の聖地を訪ねて（ナレーション）
- KHBニュース